# 花組 (宝塚歌劇)
花組（はなぐみ、英称：Flower troupe）は、宝塚歌劇団第1番目の組。イメージカラーは赤（ピンク）。組長は美風舞良、副組長は紫門ゆりや。

## 組の特色
1921年10月15日に公演数と生徒の増加によって月組と2つに分かれて誕生。組名称は『雪月花』にちなんで名づけられた。その際、一班を『花組』、二班を『月組』としたため、花組が「宝塚で最も歴史の古い組」とされている。全5組の筆頭でもある。
また、「男役の宝庫」とも呼ばれ、数多くのスターを輩出。トップスター・トップ娘役に組生え抜きのスターが就任する例が多い一方、他組の歴代トップスター・トップ娘役にも花組在籍歴がある者が多い。

## 組の体制
- トップスター：永久輝せあ（2024年5月27日 - ）
- トップ娘役：星空美咲（2024年5月27日 - ）

## 在籍中の花組生徒一覧

### 男役
- 紫門ゆりや
- 羽立光来
- 永久輝せあ
- 紅羽真希
- 峰果とわ
- 高峰潤
- 聖乃あすか
- 一之瀬航季
- 極美慎
- 和礼彩
- 愛乃一真
- 龍季澪
- 翼杏寿
- 涼香希南
- 侑輝大弥
- 太凰旬
- 南音あきら
- 涼葉まれ
- 希波らいと
- 海叶あさひ
- 颯美汐紗
- 天城れいん
- 珀斗星来
- 青騎司
- 美空真瑠
- 夏希真斗
- 伶愛輝みら
- 鏡星珠
- 遼美来
- 宇咲瞬
- 月翔きら
- 慧那まや
- 希蘭るね
- 瀬七波いろ
- 華波侑希
- 纏涼
- 滝みらい
- 光稀れん
- 輝涼じゅん
- 風美はる帆
- 月世麗
- 風白ルイ
- 優帆なぎさ
- 海月優
- 凛航瑠
- 伊吹すがた
- 宙翔かなた

### 娘役
- 美風舞良
- 凛乃しづか
- 糸月雪羽
- 咲乃深音
- 鈴美梛なつ紀
- 三空凜花
- 朝葉ことの
- 詩希すみれ
- 琴美くらら
- 美羽愛
- 星空美咲
- 稀奈ゆい
- 初音夢
- 湖華詩
- 湖春ひめ花
- 真澄ゆかり
- 美遥あゆ
- 七彩はづき
- 咲良さき
- 常和紅葉
- 花海凛
- 美翠せいら
- 華路らら
- 翠笙芹南
- 花綺ちさと
- 夢希舞香
- 咲葉えめ
- 彩葉ゆめ
- 優花りら
- 七香美海

## 歴代トップスター
- 高峰妙子[1]（1927年退団）
- 瀧川末子[1]（1933年退団）
- 奈良美也子[1]（1939年退団）
- 汐見洋子[1]（1943年退団）
- 神代錦[1]（1989年退団）
- 打吹美砂[1]（1972年退団）
- 越路吹雪[1]（1951年退団）
- 淀かほる[1]（1964年専科へ異動、1966年退団）
- 星空ひかる[1]（1965年退団）
- 麻鳥千穂[1]（1970年退団）
- 甲にしき[1]（1974年退団）
- 安奈淳、松あきら & 瀬戸内美八（1974年2月2日?[注釈 1] - 1975年1月30日）
- 榛名由梨 & 安奈淳（1975年1月31日 - 1976年6月22日。榛名は1976年に月組へ組替え）
- 安奈淳（1976年6月23日 - 1978年7月31日）
- 松あきら（1978年8月1日 - 1982年12月6日）※1980年3月31日 - 1982年12月6日は順みつきとダブル・トップ
- 順みつき（1980年3月31日 - 1983年8月1日）※1980年3月31日 - 1982年12月6日は松あきらとダブル・トップ
- 高汐巴（1983年8月2日 - 1987年12月30日）
- 大浦みずき（1987年12月31日 - 1991年11月29日）
- 安寿ミラ（1991年11月30日 - 1995年5月5日）
- 真矢みき（1995年5月6日 - 1998年10月5日）
- 愛華みれ（1998年10月6日 - 2001年11月11日）
- 匠ひびき（2001年11月12日 - 2002年6月23日）
- 春野寿美礼（2002年6月24日 - 2007年12月24日）
- 真飛聖（2007年12月25日 - 2011年4月24日）
- 蘭寿とむ（2011年4月25日 - 2014年5月11日）
- 明日海りお（2014年5月12日 - 2019年11月24日)
- 柚香光（2019年11月25日 - 2024年5月26日)
- 永久輝せあ（2024年5月27日 - ）

## 歴代トップ娘役
- 秋田露子（1925年退団）
- 春日花子（1927年退団）
- 大江美智子（1930年退団）
- 久美京子（1940年退団）
- 打吹美砂（1948年 - 1951年花組組長、1972年退団）
- 日下輝子（1951年退団）
- 宮城野由美子（1951年退団）
- 鳳八千代（1958年退団）
- 夏亜矢子（1964年退団）
- 美和久百合（1967年退団）
- 竹生沙由里（1972年退団）
- 上原まり（1972年11月28日? - 1979年7月31日。専科異動後、1981年退団）※固定ではなかった
- 北原千琴（1977年4月4日 - 1979年7月31日）※上原まりと二人トップ体制
- 美雪花代（1979年8月1日 - 1981年5月13日）
- 若葉ひろみ（1981年5月14日 - 1985年7月30日）
- 秋篠美帆（1985年7月31日 - 1987年12月30日）
- ひびき美都（1987年12月31日 - 1991年11月29日）
- 森奈みはる（1991年11月30日 - 1995年5月5日）
- 純名里沙（1995年5月6日 - 1996年11月28日）
- 千ほさち（1996年11月29日 - 1998年10月5日）
- 大鳥れい（1998年10月6日 - 2003年2月9日）
- ふづき美世（2003年2月10日 - 2006年2月12日）
- 桜乃彩音（2006年2月13日 - 2010年5月30日）
- 蘭乃はな（2010年5月31日 - 2014年11月16日）
- 花乃まりあ（2014年11月17日 - 2017年2月5日）
- 仙名彩世（2017年2月6日 - 2019年4月28日）
- 華優希（2019年4月29日 - 2021年7月4日)
- 星風まどか（2021年7月5日 - 2024年5月26日）
- 星空美咲（2024年5月27日 - ）

## 歴代組長
- 瀧川末子[2]
- 奈良美也子（ - 1936年）[2]
- 三浦時子（1936 - 1941年）[2]
- 汐見洋子（1941 - 1943年）[2]
- 神代錦（1943 - 1948年）[2]
- 打吹美砂（1948 - 1951年）[2]
- 大路三千緒（1951 - 1952年）[2]
- 藤波洸子（1952 - 1953年）[2]
- 打吹美砂（1953 - 1960年）[2]
- 畷克美（1960 - 1963年）[2]
- 美吉左久子（1963 - 1965年）[2]
- 淡路通子（1965 - 1975年）[2]
- 恵さかえ（1975 - 1983年）[2]
- 但馬久美（1983 - 1986年）[2]
- 宝純子（1986 - 1990年）[2]
- 北小路みほ（1990 - 1991年）[2]
- 未沙のえる（1991 - 1996年）[3]
- 星原美沙緒（1996 - 1997年）[3]
- 磯野千尋（1997 - 2000年）[3]
- 夏美よう（2000 - 2012年）[3]
- 高翔みず希（2012 - 2022年）[3]
- 美風舞良（2022年 - ）

## 歴代副組長
- 秩夫晴世（1946年）[4]
- 打吹美砂（1947年）[4]
- 楓茂美（1948 - 1949年）[4]
- 玉野ひか留（1950年）[4]
- 日下輝子（1951年）[4]
- 櫻野美也子（1952年）[4]
- 玉野ひか留（1953 - 1959年）[4]
- 美山しぐれ（1960 - 1962年）[4]
- 桃山千歳（1963 - 1965年）[4]
- 桂木ゆたか（1966年）[4]
- 睦千賀・桂木ゆたか（1967 - 1974年）[4]
- 御幸沙智子・歌川波瑠美（1975年）[4]
- 歌川波瑠美（1976 - 1978年）[4]
- 藤園さとみ（1979年）[4]
- 銀あけみ（1980 - 1982年）[4]
- 宝純子（1983 - 1985年）[4]
- 北小路みほ（1986 - 1989年）[4]
- 未沙のえる（1990年）[4]
- 磯野千尋（1991 - 1992年）[4]
- 一原けい（1993 - 1999年）[4]
- 梨花ますみ（2000 - 2006年）[4]
- 高翔みず希（2007 - 2011年）[4]
- 悠真倫（2012 - 2014年）
- 紫峰七海（2014 - 2015年）
- 花野じゅりあ（2015 - 2019年）
- 芽吹幸奈（2019年）
- 冴月瑠那（2019 - 2021年)
- 美風舞良（2021 - 2022年）
- 航琉ひびき（2022 - 2023年）
- 紫門ゆりや（2023年 - ）

## 花組出身のトップ

### 花組出身のトップスター
- 郷ちぐさ（元雪組トップスター、1972年退団）
- 眞帆志ぶき（元雪組トップスター、1975年退団）
- 瀬戸内美八（元星組トップスター、1983年退団）
- 平みち（元雪組トップスター、1988年退団）
- 姿月あさと（元宙組トップスター、2000年退団）
- 真琴つばさ（元月組トップスター、2001年退団）
- 香寿たつき（元星組トップスター、2003年退団）
- 紫吹淳（元月組トップスター、2004年退団）
- 朝海ひかる（元雪組トップスター、2006年退団）
- 瀬奈じゅん（元月組トップスター、2009年退団）
- 霧矢大夢（元月組トップスター、2012年退団）
- 壮一帆（元雪組トップスター、2014年退団）
- 朝夏まなと（元宙組トップスター、2017年退団）
- 望海風斗（元雪組トップスター、2021年退団）

### 花組在籍経験のあるトップスター
- 水夏希（元雪組トップスター、2010年退団）※月組出身
- 大空祐飛（元宙組トップスター、2012年退団）※月組出身
- 芹香斗亜（元宙組トップスター、2025年退団）※星組出身
- 鳳月杏（現月組トップスター）※月組出身

### 花組出身のトップ娘役
- 加茂さくら（元雪組トップ娘役、1971年退団）
- 姿晴香（元星組トップ娘役、1983年退団）
- 神奈美帆（元雪組トップ娘役、1988年退団）
- 白城あやか（元星組トップ娘役、1997年退団）
- 月影瞳（元雪組・星組トップ娘役、2002年退団）
- 舞風りら（元雪組トップ娘役、2006年退団）
- 彩乃かなみ（元月組トップ娘役、2008年退団）
- 野々すみ花（元宙組トップ娘役、2012年退団）
- 実咲凜音（元宙組トップ娘役、2017年退団）
- 真彩希帆（元雪組トップ娘役、2021年退団）
- 朝月希和（元雪組トップ娘役、2022年退団）
- 舞空瞳（元星組トップ娘役、2024年退団）

### 花組在籍経験のあるトップ娘役
- 渚あき（元星組トップ娘役、2003年退団）※雪組出身
- 遠野あすか（元星組トップ娘役、2009年退団）※宙組出身

## 花組出身のスター

### 花組出身の男役
- 隼あみり（1975年退団）
- 室町あかね（1979年退団）
- 瀬川佳英（1989年退団）
- 友麻夏希（1990年退団）
- 伊織直加（元専科男役、2003年退団）
- 汐風幸（元専科男役、2003年退団）
- 初風緑（元専科男役、2005年退団）
- 望月理世（2009年退団）
- 桐生園加（元月組男役、2011年退団）
- 愛音羽麗（2012年退団）
- 大河凜（2014年退団）
- 未涼亜希（元雪組男役、2014年退団）
- 鳳真由（2016年退団）
- 華形ひかる（元専科男役、2020年退団）
- 瀬戸かずや（2021年退団）
- 優波慧（2022年退団）
- 飛龍つかさ（2022年退団）
- 帆純まひろ（2024年退団）
- 綺城ひか理（2025年退団）
- 水美舞斗（現宙組男役）

### 花組在籍経験のある男役
- みさとけい（元月組男役、1981年退団）※月組出身
- 寿ひずる（1982年退団）※星組出身
- 幸和希（1988年退団）※月組出身
- 朝香じゅん（1991年退団）※星組出身
- 海峡ひろき（1997年退団）※星組出身
- 彩吹真央（元雪組男役、2010年退団）※雪組出身
- 真野すがた（2011年退団）※月組出身
- 春風弥里（2013年退団）※宙組出身

### 花組出身の娘役
- 清月輝（1970年在団中のまま死去）
- 香坂千晶（1991年退団）
- 峰丘奈知（1992年退団）
- 華陽子（1993年退団）
- 千紘れいか（元月組娘役、2000年退団）
- 沢樹くるみ（2002年退団）
- 仙堂花歩（元星組娘役、2005年退団）
- 華城季帆（2006年退団）
- 澪乃せいら（2006年退団）
- 月野姫花（2012年退団）
- 華耀きらり（2015年退団）
- 桜咲彩花（2019年退団）
- 音くり寿（2022年退団）
- 都姫ここ（2023年退団）
- 春妃うらら（2023年退団）
- 二葉ゆゆ（現宙組娘役）

### 花組在籍経験のある娘役
- 梢真奈美（1991年退団）※月組出身
- 美月亜優（1997年退団）※雪組出身
- 天咲千華（2011年退団）※宙組出身
- 白華れみ（元星組娘役、2012年退団）※月組出身
- 城妃美伶（2019年退団）※星組出身
- 華雅りりか（2023年退団）※星組出身